# AH-494
AH-494是一种含氮有机化合物，为5-氨甲酰基色胺（5-CT）衍生物，化学式C14H14N4O，带有咪唑官能团，它可以5-氰基吲哚为原料，经多步反应制得。

## 相关
- AGH-107
- AGH-192
- 夫罗曲坦